# 레스트하우스

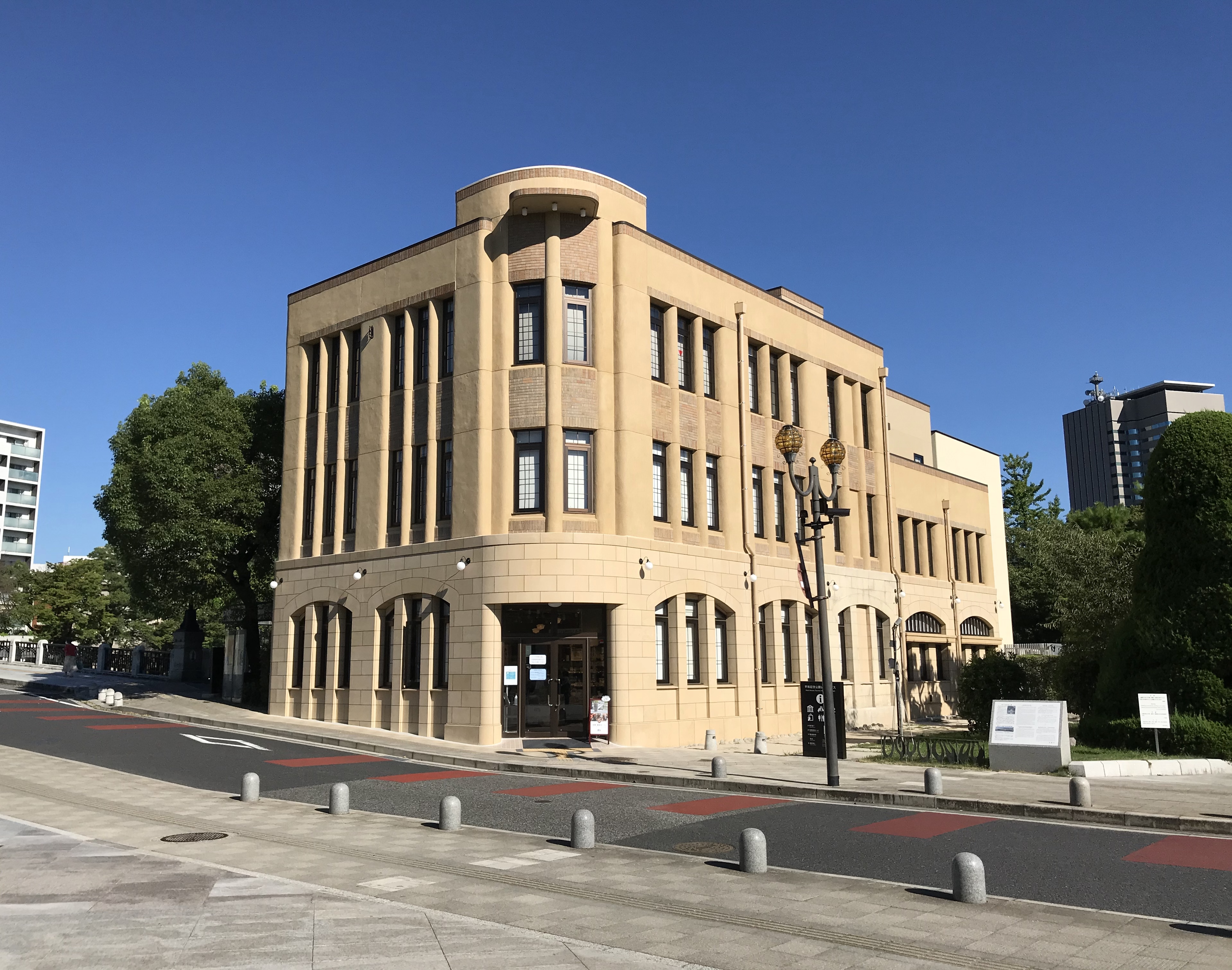
레스트하우스

레스트하우스(일본어: レストハウス 레스토하우스[*], 영어: Rest House)는 일본 히로시마현 히로시마시 히로시마 평화기념공원 내에 있는 관광안내소 겸 휴게소다.
모토야스교 서쪽 도로에 위치한다. 바로 남쪽에 국립 히로시마 원폭 사망자 추도 평화기념관이 있다. 히로시마시가 소유하고 있으며, 주식회사 다비마치 게이트 히로시마가 지정 관리자로서 운영 관리하고 있다.
1945년 히로시마시에 원자폭탄 투하에 의해 피폭되었던 건물이다. 현재 폭심지에서 가장 가까운 현역 사용되고 있는 피폭 건물이며, 특히 원폭 피해의 중심이 된 나카지마 지구에서 거의 유일하게 남은 건조물로, 구 나카지마초를 설명하는 간판이 부근에 서 있다.
본래는 1929년 건축가 마스다 기요시 설계, 시미즈 건설 시공에 의해 오사카에 본점이 있던 다이쇼야 포목점(大正屋呉服店)의 신관의 점포로서 나카지마 혼마치 (당시 마을명)에 지어졌었던 건물이었다.